# Vermentino di Sardegna
Il Vermentino di Sardegna è un vino DOC la cui produzione è consentita nell'omonima regione.

## Caratteristiche organolettiche
- colore: dal bianco carta al giallo paglierino tenue, con riflessi verdolini, brillante.
- odore: profumo caratteristico delicato e gradevole.
- sapore: secco, amabile, sapido, fresco, acidulo con leggero retrogusto amarognolo.

## Abbinamenti consigliati
Il Vermentino di Sardegna Doc va degustato con antipasti di pesce non salsati, ostriche e conchigliacei, pesce alla griglia, primi piatti regionali. Va servito in calici di media capacità a tulipano svasato a una temperatura di 8-10 °C. La versione Spumante va servita con crostate di frutta in calici flute a una temperatura di 6-8 °C.
Come si riconosce
L'etichettatura del Vermentino di Sardegna Doc
Ogni etichetta deve riportare la menzione della Denominazione di Origine Controllata accanto a tutte le altre indicazioni previste per legge, quali: Regione determinata da cui proviene il prodotto; Denominazione del prodotto costituita dall'abbinamento della varietà di vite da cui proviene il vino e dalla zona geografica in cui tale varietà è coltivata; Volume nominale del vino; Nome o ragione sociale e sede dell'imbottigliatore; Numero e codice imbottigliatore, che può apparire anche sul sistema di chiusura (tappo o capsula) Nome dello Stato; Indicazione del lotto; Indicazioni ecologiche.

## Produzione
Provincia, stagione, volume in ettolitri
- Cagliari  (1990/91)  11522,21
- Cagliari  (1991/92)  12039,86
- Cagliari  (1992/93)  18255,69
- Cagliari  (1993/94)  14992,3
- Cagliari  (1994/95)  10656,24
- Cagliari  (1995/96)  17642,0
- Cagliari  (1996/97)  19083,54
- Oristano  (1990/91)  347,95
- Oristano  (1991/92)  254,42
- Oristano  (1992/93)  1174,03
- Oristano  (1993/94)  1222,21
- Oristano  (1994/95)  1111,37
- Oristano  (1995/96)  550,36
- Oristano  (1996/97)  868,92
- Sassari  (1990/91)  9513,99
- Sassari  (1991/92)  6978,49
- Sassari  (1992/93)  16683,8
- Sassari  (1993/94)  13334,19
- Sassari  (1994/95)  18830,09
- Sassari  (1995/96)  6640,55
- Sassari  (1996/97)  8108,98